# Sauerkommissionen
Sauerkommissionen var en sydafrikansk juridisk kommission, tillsatt i opposition till den av den sydafrikanska regeringen tillsatta Fagankommissionen, under domare Henry Allan Fagan. Till skillnad från Fagan, som presenterade en slutsats att ökad ekonomisk och social integration skulle gynna landets olika befolkningsgrupper, menade Sauer att den hotade utmärgla landets sociala, kulturella och etniska mångfald och att ökad integration av de svarta och färgade befolkningsgrupperna (främst på arbetsmarknaden) skulle undergräva den vita minoritetens ekonomiska ställning. De olika slutsatserna, presenterade 1946 under höjden av Jan Smuts och United Partys moderata och brittiskvänliga styre, agerade som underbyggnad för plattformarna i valet 1948, där Nationalistpartiet under Daniel Malan besegrade Smuts under löftet att införa officiell och total apartheid och även begränsa övriga icke-vita befolkningsgruppers framåtskridanden (främst de färgades rösträtt, samt ytterligare strypa invandringen av indier m fl). Sauers linje genomfördes därför och blev, i modifierad och ideologiserad form, grunden för politiken i landet under det kommande halvseklet. 
I huvudsak fanns ett kulturellt och politiskt stöd för Sauers slutsatser hos afrikaanerna, medan engelskspråkiga linje stod bakom Smuts, United Party och Fagankommissionen.